# هيئة حماية الطفل النرويجية

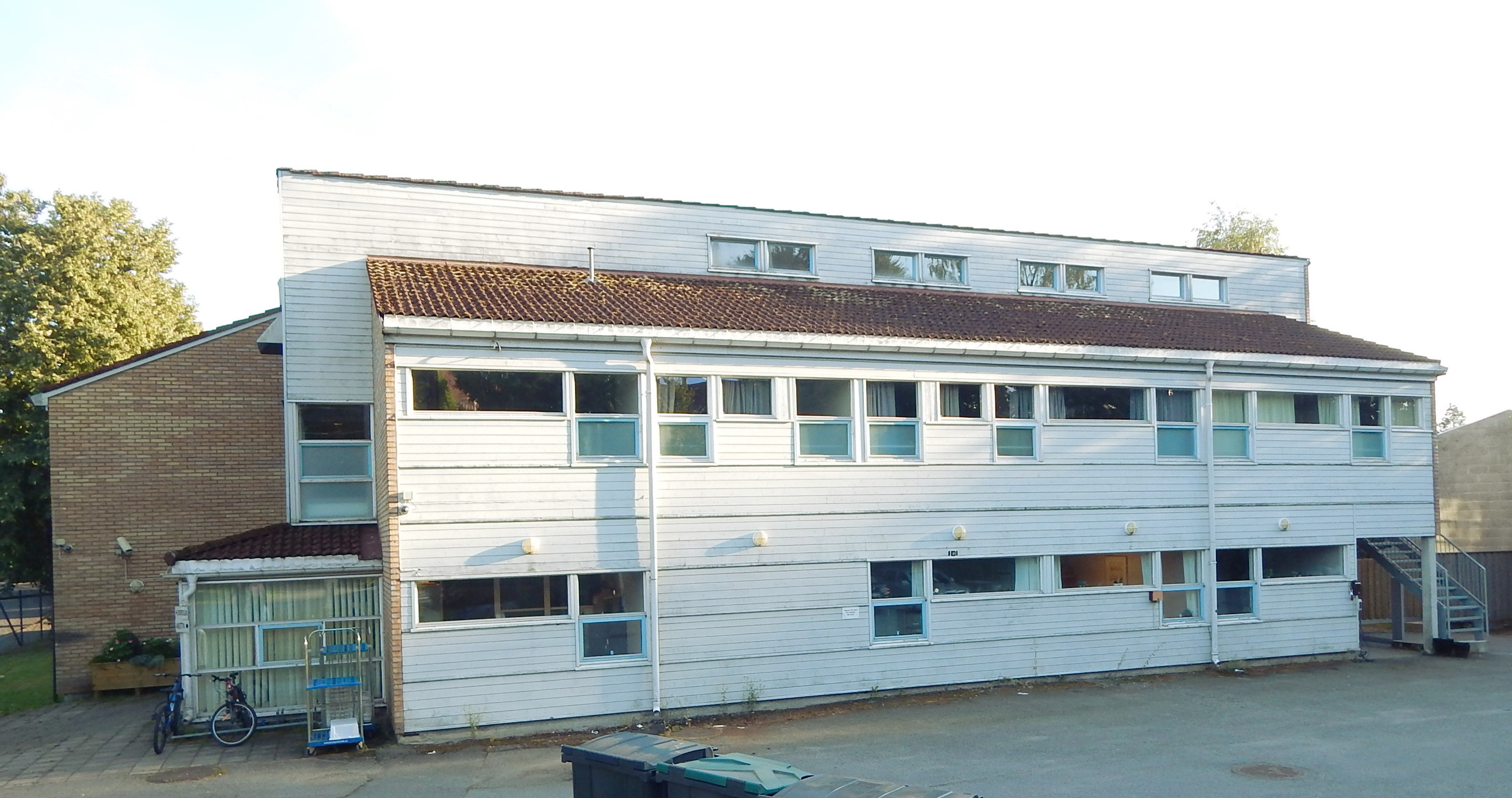

هيئة حماية الطفل النرويجية (بالنرويجية: Barnevernet؛ نقحرة: البارنا فارن) هي المؤسسة الحكومية المسؤولة عن حماية ورعاية الأطفال في النرويج. لدى الهيئة مراكز في كل البلديات، يتم دعمها والإشراف عليها من قِبَل هيئات حكومية مختلفة على مستوى الدولة وكذلك على مستوى المقاطعات.
يتلخص الالتزام القانوني لهيئة حماية الطفل في «ضمان حصول الأطفال والشباب الذين يعيشون في ظروف قد تضر بصحتهم ونموّهم على المساعدة والرعاية اللازمة في الوقت المناسب، وضمان نمو الأطفال والشباب في بيئة آمنة».

## الإجراءات والمهام
غالبية الإجراءات تكون في إطار «إغاثة» الطفل و«دعم» أولياء الأمور (مثل تقديم المشورة والنصح المباشر وتوفير طرق الاتصال بجهات أخرى للمساعَدة والحصول على الرعاية النهارية للأطفال وما إلى ذلك).
يتعيَّن على هيئة حماية الطفل اتخاذ إجراءات إذا كانت التدابير المتّخذَة في بيئة المنزل غير كافية لضمان احتياجات الطفل. وفي مثل هذه الحالات، يجوز للهيئة بالتشاور مع الوالدَين نقل الأطفال إلى حضانة أسرة أخرى مستضيفة أو إلى مؤسسة لرعاية الأطفال، أو وضع تدابير محدَّدة للوالدَين والطفل.
ويُعتبر نقل حضانة الطفل من المنزل قسراً ودون موافقة الوالدَين هو الملاذ الأخير في حالات (الاشتباه المُبرَّر) في الإهمال الجسيم أو سوء المعاملة أو العنف والإيذاء أو الإتجار بالأطفال وغير ذلك. ويتطلب ذلك قراراً من مجلس الرعاية الاجتماعية بالمقاطعة على أساس توصية مقدَّمة من سلطات البلدية.
وفي الحالات العاجلة (أي الخطر الوشيك على الصحة البدنية أو العقلية للطفل) يحق لخدمة الرعاية الاجتماعية بالبلدية (ويَلزَم عليها) إصدار أمر مؤقت بنقل حضانة الطفل. تنتهي صلاحية أوامر الرعاية المؤقّتة بعد ستة أسابيع ما لم يُصدِّق عليها مجلس الرعاية الاجتماعية بالمقاطعة، ولا يجوز نقض قرار للأخيرة إلا من قِبَل محكمة.
بموجب المبادئ التوجيهية لهيئة حماية الطفل يحق للأطفال المشارَكة في القرارات التي تنطوي على مصلحتهم الشخصي، ولهم الحق في إبداء آرائهم وفقاً لِسنّهم ومستوى نضجهم. وينطبق ذلك بوجه خاص على الحالات التي تؤثِّر فيها الإجراءات الإدارية والقانونية بشدة على حياة الأطفال اليومية.
تتولّى هيئات حماية الطفل في البلديات رصد تطوِّر الأطفال الذين وُضِعوا تحت الحضانة خارج منازلهم وكذلك آباءهم. ويلتزم موظفو الهيئة بقواعد صارمة من السرِّية بسبب إحاطتهم بكثير من المعلومات الشخصية عن الأُسر المَعنيّة.

## إحصاءات
في عام 2015 تلقّى حوالي 3% من جميع الأطفال في النرويج نوعاً من التدابير من قِبَل هيئة حماية الطفل (ما يقرُب من 37 ألف حالة). من بين هؤلاء 12% تتراوح أعمارهم بين 0-2 سنوات و23% بين 3-5 سنوات و30% بين 6-12 سنة و35% بين 13-17 سنة، بالإضافة إلى 6,800 يافع تتراوح أعمارهم بين 18-22 سنة (1.1% من مجموع الفئة العُمرية). وقد ذكرت TV2 أن حوادث انتزاع الأطفال بعد الولادة مباشَرةً في تزايد مستمر، ففي عام 2008 قامت الهيئة بانتزاع 16 طفلاً بعد الولادة مباشَرةً، وبحلول عام 2014 تضاعف هذا العدد ثلاث مرات ليصل إلى 44.
تلقّى 60% من الــ 37 ألف طفل تدابير دعم داخل أسرهم، بينما تلقّى 16% تدابير حضانة خارج منازلهم بموافقة والديهم، وفي الحالات المتبقية (24%) وُضِع الأطفال تحت الحضانة خارج منازلهم قسراً بموجب أوامر من مجالس الرعاية الاجتماعية. ومن بين هؤلاء الذين نُقِلوا خارج منازلهم يعيش 72% في أُسَر حاضِنة و8% في مؤسسات رعاية و14% كانوا في سن مناسب ليعيشوا مستقلّين بمتابعة من هيئة حماية الطفل، في حين نُقِل 5% في منازل خاصة في انتظار حلول أخرى.
وكانت الأسباب الرئيسية للتدابير (تدابير الدعم وتدابير الحضانة على السواء) هي: نقص المهارات التربوية للوالدَين (29%) ثم مشاكل الوالدَين النفسية (17%) ثم ارتفاع درجة الخلافات المنزلية (11%) ثم استعمال الوالدين للمخدّرات (8%).
وطِبقاً لبعض الأرقام المنشورة حسب حالة الهجرة، فقد تلقّى 2.2% من الأطفال لآباء نرويجيين تدابير من الهيئة، في حين كانت النسبة 3.2% للأطفال المولودين في النرويج لوالدَين مهاجرَين و4.9٪ للأطفال المهاجرين، وتشمل هذه الفئة الأخيرة طالبي اللجوء القُصّر الذين يصلون النرويج دون آبائهم.

## قانون الطفل
وُضِع قانون الطفل النرويجي على أساس اتفاقية الأمم المتحدة لحقوق الطفل الذي يعامِل الأطفال كأشخاص لهم أهلية قانونية. ومن أهم بنوده أن «يلتزم الوالدان بتربية صالحة للأطفال، ويتحتم عليهما التفكير دائماً في احتياجات واهتمامات الطفل»، كما يحظر القانون استخدام العنف في تربية الأطفال، ويعاقِب على استخدام العنف وكافة أشكال الإهانة والإساءة للأطفال، بما في ذلك الإساءة الجسدية (ومنها الضرب على المُؤخِّرة) أو اللفظية أو الصحية أو الجنسية أو التهديد والتخويف المُبالَغ فيه. ويمكن أن يؤدي ذلك إلى تدخُّل هيئة حماية الطفل وذلك في حالة تلقّيها شكوى من الطفل أو أحد الأقارب أو الجيران أو الوِحدة الصحية أو المدرسة أو روضة الأطفال أو حتى من مجهول.

## انتقادات محلية ودولية
تتعرّض هيئة حماية الطفل النرويجية للانتقاد العام بصورة دورية، ويركّز النّقد عموماً على مسألتين رئيستين. فمن ناحية، تواجه الهئية انتقادات لقيامها بنقل حضانة الأطفال بسهولة كبيرة (أي لوجود عتَبة منخفضة جداً للتصرف). ومن ناحية أخرى تواجه انتقادات محليّة لقلة حالات إهمال الأهل للأطفال التي يتم الكشف عنها والتأخر الكبير في تقديم المساعدة والعون للأطفال (أي لوجود عتبَة مرتفعة جداً للتصرف). ولا تستطيع هيئة حماية الطفل النرويجية المشاركة في النقاشات العامة حول قضايا فردية بسبب مسؤوليتهم في الحفاظ على السرية.
تلتزم هيئة حماية الطفل بضمان رفاهية جميع الأطفال المقيمين في النرويج، بصرف النظر عن جنسيتهم (أو جنسية والديهم). وفي حين تَعتَبر الدولة في النرويج نفسها مسئولة عن مصير جميع الأطفال المقيمين على أرضها، فإن بعض الثقافات تَعتبِر الأطفال مسؤولية الأسرة وحدها. وتُتّهم الهيئة - حتى من جهات غربية - بتأويلها الصارم لقانون الطفل وامتناعها عن إبداء أي قدر من المرونة يأخذ في الحسبان الاعتبارات الإنسانية والثقافية المختلفة، حيث تؤدّي الاختلافات الثقافية في عدة حالات إلى تفاقم النزاعات بين هيئة حماية الطفل والوالدين المهاجرين. وطِبقاً للإحصاءات فإن الأطفال مِن أمّ أجنبية أكثر احتمالاً بأربعة أضعاف من غيرهم في النرويج أن يُنتَزعوا من أُسَرهم قسراً، وفي معظم الحالات يكون السبب ببساطة «نقص المهارات التربوية للوالدين».
يُنصَح في حالات الاشتباه البسيطة الناتِجة عن الاختلافات الثقافية إظهار الصّراحة وحُسن النيّة والرغبة في التعاون مع الهيئة من أجل مصلحة الأطفال، وفي بعض الحالات يجب الاستعانة بأحد المحامين المتخصصين في حالات البارنا فارن وهم كثيرون.
في الفترة ما بين ديسمبر 2015 وحتى مطلع 2017 قَبِلت المحكمة الأوروبية لحقوق الإنسان ثماني جلسات استماع منفصلة ضد النرويج خاصة بنشاط هيئة حماية الطفل، فيما وصفه محامٍ ذو خبرة طويلة في مجال حقوق الإنسان بأنه «تحذير شديد الخطورة إلى النرويج». وفيما يلي بعض الحوادث والانتقادات التي نالت اهتماماً إعلامياً أو حقوقياً:
- ادّعى بافل أستاخوف - أمين المظالم السابق للأطفال في روسيا - أن هيئة حماية الطفل النرويجية تقوم باختطاف أطفال من روسيا من أجل حل «المشاكل السكانية» لدى النرويج.[26] وقد أدلى أستاخوفس بهذه التصريحات في برنامج حواري روسي عام 2014 ولم يقدِّم أدلّة على مزاعمه.
- تعرّضت الهيئة لانتقادات لاذعة من حكومة الهند لانتزاع حضانة طفلين من أبوين هنديين يعملان في النرويج،[27] ووصل الأمر إلى اجتماع وزير خارجية النرويج يوناس غار ستوره مع مبعوث خاص من الهند عام 2012.[28] وكان السبب الوارِد هو أن الطفلين يأكلان طعامهما من أصابع الأبوين وينامان في سريرهما.[23][29] وقد صرّح الأب لصحيفة محلية أن الأمر لا يتعدى اختلافاً ثقافياً فُسِّر بأنه إجبار للأطفال على الأكل، وأنه من الصعب على الأجانب فهم قواعد النرويج الخاصة بالأطفال.[30]
- في مايو 2011 حَرمت الهيئة زوجين من جمهورية التشيك من حضانة طفليهما بسبب الاشتباه في الاعتداء الجنسي على الأطفال من جانب الأب، وهي مزاعم نفاها الزوجان تماماً.[31] وتُواصل الأم التي ما زالت تقيم في النرويج - والتي انفصلت منذ ذلك الحين عن زوجها - محاولة استعادة حضانة أطفالها من خلال قنوات مختلفة، منها المحكمة الأوروبية لحقوق الإنسان.[32] اتّخذت الحادثة طابعاً دبلوماسياً حين شبّه الرئيس التشيكي ميلوش زيمان الهيئة النرويجية بنظام الحضانات إبّان الحكم النازي.[33]
- في أكتوبر 2015 حُرمت أسرة من رومانيا من حضانة طفليها بعد أن تم تصوير الابنة في وقت اللعب وهي تقول أنها تعرّضت للصفع من والدَيها. وبعد عام واحد حكمت محكمة مقاطعة شمال ترومس ضد الهيئة وقررت إعادة الطفلين إلى أسرتهم.[34]
- في نوفمبر 2015 حُرمت أسرة أخرى من رومانيا من حضانة أطفالها الخمسة، بينهم رضيع في الشهر الثالث تمت إعادته إلى كنف والديه لاحقاً.[35] واتُّهم الزوجان ماريوس وروث بودناريو باستخدام العنف لمعاقبة أطفالهما، غير أن اعتقاداً ساد بأن هذا القرار بسحب الحضانة مَردّه إلى قيام الوالدين «بتلقين أطفالهما تعاليم دينية» خاصة بالمذهب البروتستانتي الخمسيني الذي ينتميان اليه.[33] تلا ذلك تظاهرات ضد الهيئة في مختَلف أنحاء العالم تطالب بعودة الأطفال إلى والدَيهم. وقد استعادت الأسرة أطفالها في يونيو 2016 عقب تسوية مع البلدية.[36]
- في فبراير 2009 نظّمت الجالية الإسلامية في مدينة تروندهايم تظاهرة سِلمية ضد طريقة تعامل هيئة حماية الطفل مع العائلات العربية والمُسلِمة، وذلك على خلفية انتزاع عدد من الأطفال واليافعين من ذويهم بذريعة «الإهمال بتربيتهم أو تعرضهم للعنف»، متّهمين الهيئة بأنها «تضع الأطفال لدى عائلات همّها الأكبر الحصول على الأموال [مقابل الحضانة] ولا تُعلِّم الطفل إلا عادات لا تتفق مع الثقافة الاسلامية والعربية».[37]
- في رسالة مفتوحة عام 2015 وَصف 170 من النرويجيين المتخصصين في حماية الأطفال - بما في ذلك محامين وعلماء نفس - هيئة حماية الطفل النرويجية بأنها «مُنظّمة مُختلّة، ترتكب في أحكامها أخطاء بعيدة المدى لها عواقب وخيمة».[15] وأضافت الرسالة: «في كثير من الأحيان نرى أن الآباء البيولوجيين - الذين لا يملكون كل هذه الموارد والدعم - ليس لديهم فرصة في مواجهة جهاز حكومي كبير له سلطات واسعة. ونحن نرى ميلاً لاتخاذ قرارات تقوم على أساس ملاحظات غير مكتمِلة وتفسيرات مغرِضة».[38]

## وصلات خارجية
- الصفحة الرئيسية لهيئة حماية الطفل النرويجية (بالإنجليزية)
- حقوق الطفل في النرويج (بالإنجليزية)